# Biljevec
Biljevec falu Horvátországban, Varasd megyében. Közigazgatásilag  Maruševechez tartozik hozzá.

## Fekvése
Varasdtól 10 km-re nyugatra, községközpontjától Maruševectől 1 km-re keletre a Zagorje hegyeinek keleti lábánál, a Drávamenti-síkság szélén enyhén dombos vidéken fekszik. Közelében halad el a Varasdot Ivanecen és Lepoglaván át Zágrábbal összekötő 35-ös főút.

## Története
A maruševeci uradalom részeként évszázadokig a Vragovicsok voltak a birtokosai. Miután 1716-ban Vragovics Ferenc Ádám fiú örökös nélkül halt meg, a birtokot Csernkovácsi Kristóf  zágrábi alispán és a báni testőrség kapitánya örökölte. Miután ő már a következő évben, 1717-ben Zrínynél elesett a török elleni harcokban a Pásztory család tulajdonába került, ezután a Kanotayaké, majd a Patacsichoké lett. A Patacsichok 1817-ig voltak Maruševec tulajdonosai, amikor a család utolsó férfi tagja is meghalt. Ezután gyakran változtak a tulajdonosai. 1873-ban Simbschen bárótól egy porosz gróf Schlippenbach Artúr, majd özvegyétől 1883-ban Pongrátz Oszkár vásárolta meg. 
1857-ben még Belci néven 127, 1900-ban 134 lakosa volt. 1910-ben lakosságát Bikovechez számították. 1920-ig Varasd vármegye Ivaneci járásához tartozott. 
2001-ben 68 háza 249 lakosa volt, egyike a község legkisebb településeinek. 

## Külső hivatkozások
- A község hivatalos oldala
- A község információs portálja